# شاهنشاه‌ نامه (أحمد التبريزي)
شاهنشاهنامه أو جنكيزنامه هي قصيدة ملحمية باللغة الفارسية عن تاريخ المغول وعائلة جنكيز خان. هذا الكتاب من تأليف أحمد بن محمد التبريزي، الشاعر والمؤرخ في القرن الثامن الهجري. وقد نظمها السلطان أبو سعيد بهادر خان في 16419 بيتًا بنظام بحر المتقارب العشري، على غرار الشاهنامة للفردوسي. استغرق التطوير المنهجي للنظام المذكور ثماني سنوات ولم يكتمل خلال حياة صاحب النظام. وبالتالي فإن الشاهنامه تتضمن أيضًا الأحداث التي وقعت بعد وفاة أبي سعيد بعامين. لا يُعرف الكثير عن حياة أحمد التبريزي. وبحسب ما ذكره الكاتب جلبي في كشف الظنون، فإنه كان مؤلف كتاب في الموضوعات التاريخية يسمى تاريخ النوادر. وبعد أن أكمل الشاعر تأليف الشاهنامه أهداها إلى مسعود شاه إنجوي [الفارسية].
على عكس نظيرها الأقدم، تاريخ المغول في الشعر، فإن الشاهنامه ليست في شكل أبيات شعرية مثل جامع التواريخ، أو غيره من الكتب التاريخية المعروفة من العصر الإيلخاني؛ ولكن من المحتمل أن يكون شكل الشعر هو نفسه الموجود في كتاب تاريخ النوادر المجهول. لا توجد إلا نسخة واحدة معروفة من شاهنامه أحمد التبريزي، وهي محفوظة في المكتبة البريطانية. وقد طبعت هذه النسخة في الرابع عشر من رجب سنة 800 هـ. وقد نسخه شخص اسمه محمد بن سعيد بن سعد الحافظ القاري. كان هدف سلاطين الإيلخانات من تكليف مجموعات من القصائد التي تركز على التاريخ المغولي على غرار الشاهنامه هو إضفاء الشرعية على حكمهم بين الإيرانيين.

## روابط خارجية
- صور مخطوطة الشاهنامه لأحمد التبريزي على موقع كنز غنجور
- تصحيح جنكيز خان بواسطة حقي أويغور